# Natriumwaterstofsulfide
Natriumwaterstofsulfide is het natriumzout van waterstofsulfide, met als brutoformule NaHS. De stof komt voor als een wit hygroscopisch kristallijn poeder, dat goed oplosbaar is in water. Bij contact met zuren treedt hydrolyse op tot het stinkende en giftige waterstofsulfide:
{\displaystyle {\ce {NaHS + H^+ -> H2S + Na^+}}}

## Synthese
Natriumwaterstofsulfide wordt op laboratoriumschaal bereid worden door reactie van natriummethoxide en waterstofsulfide:
{\displaystyle {\ce {CH3ONa + H2S -> NaHS + CH3OH}}}
Een zeer gelijkaardige reactie is die met natriumethoxide:
{\displaystyle {\ce {CH3CH2ONa + H2S -> NaHS + C2H5OH}}}

## Kristalstructuur
Natriumwaterstofsulfide kristalliseert uit in een trigonale kristalstructuur, maar kan verschillende faseovergangen ondergaan. Bij temperaturen boven 87 °C neemt de verbinding een kubische kristalstructuur aan (vergelijkbaar met natriumchloride). Beneden −159 °C gaat de structuur over in een monokliene.
Natriumwaterstofsulfide komt naast de watervrije vorm ook voor als een di- en trihydraat.

## Toepassingen
Natriumwaterstofsulfide wordt voornamelijk gebruikt in de papierindustrie bij het Kraft-proces als bron voor zwavel om de bindingen tussen lignine en cellulose in de houtpulp te verbreken. Verder wordt het gebruikt als flotatiereagens in kopermijnen, om oxiden te activeren. In de leerverwerkende industrie wordt natriumwaterstofsulfide toegepast om haren te verwijderen van het leer.